# Liliane Zillner
Liliane Zillner (* 27. Jänner 1994 in Oberndorf bei Salzburg) ist eine österreichische Schauspielerin.

## Leben
Liliane Zillner begann zunächst ein Philosophie- und Jus-Studium. Ab 2013 studierte sie Schauspiel am Max Reinhardt Seminar, das Studium schloss sie 2017 ab. Rollenunterricht erhielt sie unter anderem bei Roland Koch, Dörte Lyssewski und Grazyna Dylag. Außerdem begann sie ein Medizinstudium.
Theater
2014 spielte sie in Die Sehnsucht an der wir sterben müssen am Theater Drachengasse eine der beiden Hauptrollen. In der Saison 2015/16 stand sie im Revisor von Gogol auf der Bühne des Wiener Burgtheaters. Beim Kultursommer Semmering war sie 2016 als Julia in Shakespeares Romeo und Julia zu sehen.
Film und Fernsehen
Im zweiteiligen ORF/ZDF-Fernsehfilm Das Sacher von Robert Dornhelm verkörperte sie 2016 an der Seite von Philipp Hochmair als Erzherzog Otto die Rolle seiner Geliebten Marie Schleinzer. Außerdem stand sie 2016 für Dreharbeiten einer Episode der Fernsehserie SOKO Kitzbühel vor der Kamera. Anfang 2017 drehte sie für den zweiten steirischen Landkrimi Steirerkind, in dem sie die Nachtklubtänzerin Elena verkörperte.
Im Winterspecial Bauernopfer der Serie Der Bergdoktor (2021) spielte sie an der Seite von Harald Krassnitzer als Wiener Banker Rupert Althammer die Rolle von dessen Bergführerin Johanna Kirchner und deren Zwillingsschwester Klara Winter. In der Ende August 2021 in der ZDF Mediathek veröffentlichten Folge Herzensläufe aus der Reihe Rosamunde Pilcher hatte sie an der Seite von Hedi Honert als ihre ältere Schwester Alice eine Hauptrolle als Jacky Davies.

## Filmografie (Auswahl)
- 2015: Tatort: Gier (Fernsehreihe)
- 2016: Das Sacher (Fernsehzweiteiler)
- 2017: SOKO Kitzbühel – La Mordida (Fernsehserie)
- 2018: SOKO Donau – Treue, Ehre, Mord (Fernsehserie)
- 2018: Landkrimi – Steirerkind (Fernsehreihe)
- 2018: Alarm für Cobra 11 – Die Autobahnpolizei – Amnesie (Fernsehserie)
- 2019: Rate Your Date (Kinofilm)
- 2019: München Mord: Die Unterirdischen (Fernsehserie)
- 2019: Spuren des Bösen – Sehnsucht (Fernsehserie)
- 2019: Die Toten vom Bodensee – Die Meerjungfrau (Fernsehserie)
- 2020: In aller Freundschaft – Die jungen Ärzte – Lektionen (Fernsehserie)
- 2020: Das Quartett: Das Mörderhaus (Fernsehreihe)
- 2021: Der Bergdoktor – Bauernopfer (Fernsehserie)
- 2021: Rosamunde Pilcher: Herzensläufe (Fernsehreihe)
- 2022: Einsatz in den Alpen – Der Armbrustkiller (Fernsehfilm)
- 2023: SOKO Leipzig – Ohnmächtig (Fernsehserie)
- 2024: WaPo Bodensee – Imperia (Fernsehserie)